# Paul Postaire
Pour les articles homonymes, voir Postaire.
Paul Postaire, né le 17 juin 1915 à Tocqueville et mort le 31 octobre 1962 à Paris, est un militaire, résistant et fonctionnaire français, Compagnon de la Libération. 

## Biographie

### Jeunesse et formation
Fils d'un employé de la Compagnie des chemins de fer de l'Ouest, Paul Postaire naît le 17 juin 1915 à Tocqueville, dans la Manche. En 1936, il effectue son service militaire à la base aérienne 117 de Paris. Promu sergent en octobre 1938, il est muté à la Base aérienne 104 Dugny-Le Bourget où il se trouve encore lorsque survient la seconde guerre mondiale.

### Seconde Guerre mondiale
Après avoir participé à la bataille de France Paul Postaire refuse la défaite et, la veille de l'armistice du 22 juin 1940, s'évade vers l'Angleterre. Engagé dans les Forces françaises libres le 1er juillet, il est promu sergent-chef et affecté dans l'une des trois compagnies de chars de la France libre. Le 1er août 1941, il est promu aspirant puis, en décembre suivant, il part pour l'Afrique-Équatoriale française où il rejoint les rangs du Bataillon de marche no 1. Avec cette unité, il prend part à la guerre du désert en Libye de décembre 1942 à mai 1943 puis à la campagne de Tunisie au début de l'année 1943.
En 1943, au Maroc, lors de la création de la 2e division blindée, Paul Postaire est muté au Régiment de marche du Tchad avec lequel il s'entraîne en Afrique du Nord jusqu'en avril 1944, date à laquelle la division embarque pour l'Angleterre. Le 1er août 1944, il débarque sur Utah Beach avec son régiment et participe à la bataille de Normandie. Il prend ensuite part à la Libération de Paris puis à la bataille des Vosges,. Promu lieutenant en septembre 1944, des éclats de grenade le blessent gravement le 20 novembre en Alsace. Il connait alors plusieurs mois d'hospitalisation et de convalescence avant de retrouver son régiment en mars 1945 et de finir la guerre en Allemagne.

### Après-Guerre
Restant militaire après le conflit, il est basé à Toulon puis prend sa retraite en avril 1947. Il garde cependant un lien avec l'armée puisqu'il est agent supérieur de l'administration centrale de la défense nationale de 1950 à 1962.
Jamais totalement remis de ses blessures de guerre, Paul Postaire meurt prématurément le 31 octobre 1962 à Paris et est inhumé au cimetière des Batignolles.

## Décorations
|  |  |  |  |  |  |  |  |  |
|  |  |  |  |  |  |  |  |  |
|  |  |  |  |  |  |  |  |  |

| Officier de la Légion d'Honneur         | Officier de la Légion d'Honneur     | Officier de la Légion d'Honneur     | Compagnon de la Libération Par décret du 13 juillet 1945 | Compagnon de la Libération Par décret du 13 juillet 1945 | Compagnon de la Libération Par décret du 13 juillet 1945 | Croix de guerre 1939-1945 | Croix de guerre 1939-1945 | Croix de guerre 1939-1945 |
| Médaille de la Résistance française     | Médaille de la Résistance française | Médaille de la Résistance française | Médaille des blessés de guerre                           | Médaille des blessés de guerre                           | Médaille des blessés de guerre                           | Médaille coloniale        | Médaille coloniale        | Médaille coloniale        |
| Presidential Unit Citation (États-Unis) |                                     |                                     |                                                          |                                                          |                                                          |                           |                           |                           |